# هومر هاميلتون
هومر هاميلتون هو سياسي كندي، ولد في 6 فبراير 1913، وتوفي في 29 سبتمبر 1997.